# Collabium carinatum
Collabium carinatum är en orkidéart som beskrevs av De Vogel. Collabium carinatum ingår i släktet Collabium, och familjen orkidéer.
Artens utbredningsområde är Papua Nya Guinea. Inga underarter finns listade i Catalogue of Life.